# اتکینسن (نبراسکا)
اتکینسِن(به انگلیسی: Atkinson) شهری در ایالت نبراسکا کشور ایالات متحده آمریکا است که جمعیت آن در سرشماری سال ۲۰۱۰ میلادی، ۱٬۲۴۵ نفر بوده‌است.